# Оргенпа
Оргенпа или Друбтоб Оргенпа Ринчен Пал (1230 – 1312) е тибетски будистки учител (лама), носител на линията Карма Кагю. Роден е в Северен Тибет в провинция Лато. Като дете проявява необикновени качества и започва усърдно да учи в манастирския колеж Подонг Ер в провинция Цанг и бързо става изключителен учен. По-късно среща Гоцампа, последовател на Дагпо Кагю. На петдесет и три годишна възраст среща Втория Кармапа Карма Пакши, става негов ученик и получава пълната приемственост на линията. Оргенпа изпълнява предсказанието на своя учител и разпознава неговото следващо, трето въплъщение Рангджунг Дордже. Предавайки му обратно приемствеността, той става носител на линията.